# Малібаєв
Маліба́єв (каз. Мәлібаев) — колишнє село у складі Сирдар'їнського району Кизилординської області Казахстану. Адміністративний центр та єдиний населений пункт Кундиздинський сільського округу. У 2013 році ліквідовано та включено до складу селища Теренозек.
У радянські часи село називалось Кизилдікан або імені XXI Партз'їзду.
Населення — 1251 особа (2009; 1119 в 1999).